# Сорокино (городской округ Мытищи)
Сорокино — деревня в городском округе Мытищи Московской области России. Население — 256 чел. (2010).

## География
Расположена на севере Московской области, в центральной части Мытищинского района, примерно в 10 км к северо-западу от центра города Мытищи и 10 км от Московской кольцевой автодороги, на северном берегу Пироговского водохранилища системы канала имени Москвы (порт "Бухта Радости"). До образования водохранилища располагалась на левом берегу реки Клязьмы.
В деревне 33 улицы, 6 проездов, 1 аллея 1 переулок, приписано 2 садоводческих товарищества. Связана автобусным сообщением с районным центром и городом Москвой (маршруты № 26, 438). Ближайшие населённые пункты — посёлки Жостово, Туристический Пансионат «Клязьминское водохранилище», деревни Жостово, Осташково и Ульянково.

## Население
| 1859 | 1890 | 1899 | 1926 | 2002 | 2010 |
| ---- | ---- | ---- | ---- | ---- | ---- |
| 96   | ↗123 | ↗164 | ↗208 | ↗388 | ↘256 |

## История
В «Списке населённых мест» 1862 года Сорокино — владельческая деревня 2-го стана Московского уезда Московской губернии по левую сторону Ольшанского тракта (между Ярославским шоссе и Дмитровским трактом), в 20 верстах от губернского города и 12 верстах от становой квартиры, при реке Клязьме, с 14 дворами и 96 жителями (56 мужчин, 40 женщин).
По данным на 1899 год — деревня Троицкой волости Московского уезда с 164 жителями.
По материалам Всесоюзной переписи населения 1926 года — деревня Старогорьевского сельсовета Коммунистической волости Московского уезда в 2 км от Осташковского шоссе и 8,5 км от станции Тарасовка Северной железной дороги, проживало 208 жителей (89 мужчин, 119 женщин), насчитывалось 45 крестьянских хозяйств, имелась школа.
С 1929 года — населённый пункт в составе Коммунистического района Московского округа Московской области. Постановлением ЦИК и СНК от 23 июля 1930 года округа как административно-территориальные единицы были ликвидированы.
Административная принадлежность
1929—1935 гг. — деревня Осташковского сельсовета Коммунистического района.
1935—1939 гг. — деревня Осташковского сельсовета Пушкинского района.
1939—1955 гг. — деревня Жостовского сельсовета Пушкинского района.
1955—1963, 1965—1994 гг. — деревня Жостовского сельсовета Мытищинского района.
1963—1965 гг. — деревня Жостовского сельсовета Мытищинского укрупнённого сельского района.
1994—2006 гг. — деревня Жостовского сельского округа Мытищинского района.
2006—2015 гг. — деревня городского поселения Пироговский Мытищинского района.

## Достопримечательности
- Близ деревни на берегу Клязьминского водохранилища находится памятник археологии федерального значения селище «Чеверёвское», чеверёвская курганная группа, состоящая из 12 курганов —  Объект культурного наследия № 5010291000№ 5010291000.
- Возведённая в 2005 на средства благотворителей церковь-часовня Михаила Архангела, приписанная к храму в Пруссах[16].